# 완전명정죄
완전명정죄는 심신상실후 범죄를 할 생각 없이 범죄가 아닌 행동을 일단 술 먹고 하자는 생각에 술을 먹거나 마약을 하는 등 심신상실에 빠진뒤 심신상실에 빠지기 전의 의도와 다른 범죄에 해당하는 행동을 했을 때 심신상실을 유발한 행위를 범죄로 보아 결과적으로 발생한 행위에 대한 한도 내에서 처벌하는 독일 형법의 제도이다.